# Сборная Монголии по хоккею с шайбой
Сборная Монголии по хоккею с шайбой представляет Монголию на международных турнирах. Занимает 57 место мирового рейтинга ИИХФ. Руководит сборной Федерация хоккея Монголии.

## История
Международный дебют национальной сборной Монголии состоялся на Зимних Азиатских играх 1999. Следующее выступление сборной состоялось в третьем дивизионе чемпионата мира 2007 года. Монголия проиграла все три игры турнира, забросив 3 шайбы и пропустив при этом 45. В 2008 году Монголия снова выступала в третьем дивизионе чемпионата мира в Люксембурге, снова проиграв все матчи при разнице шайб 11-59. В 2009 году Монголия отказалась от участия в чемпионате мира. В результате сборной были засчитаны технические поражения со счётом 0:5. В 2010 году сборная Монголии приняла участие в группе B третьего дивизиона чемпионата мира. Она проиграла поочерёдно КНДР — 1:22, ЮАР — 1:12 и Армении — 0:15. А в поединке за третье место вновь уступила сборной ЮАР — 3:8. В 2012 году сборная Монголии в последний раз принимала участие в третьем дивизионе, где проигрывает все пять матчей. На настоящий момент предпочитает далеко не ездить и не покидает свой континент, довольствуясь выступлениями на, проводимом всё той же ИИХФ, Азиатском кубке вызова, где регулярно занимает призовые места.
В 2022 году Международная федерация хоккея поручила Монголии провести чемпионат мира в IV дивизионе в марте 2023 года. После десятилетнего перерыва сборная Монголии вернулась в большой хоккей. На турнире хозяева финишировали вторыми.

## История встреч со сборными других стран
Данные по состоянию на 5 июня 2011 года
| Команда        | И | В | Н | П | ЗШ | ПШ |
| -------------- | - | - | - | - | -- | -- |
| Кувейт         | 3 | 3 | 0 | 0 | 12 | 7  |
| Бахрейн        | 1 | 1 | 0 | 0 | 21 | 1  |
| Индия          | 1 | 1 | 0 | 0 | 10 | 0  |
| Сингапур       | 1 | 1 | 0 | 0 | 5  | 1  |
| Макао          | 1 | 1 | 0 | 0 | 4  | 1  |
| Малайзия       | 2 | 1 | 0 | 1 | 8  | 9  |
| Гонконг        | 2 | 0 | 0 | 1 | 3  | 6  |
| Греция         | 1 | 0 | 0 | 1 | 4  | 10 |
| Тайвань        | 1 | 0 | 0 | 1 | 0  | 7  |
| Турция         | 1 | 0 | 0 | 1 | 3  | 11 |
| Новая Зеландия | 1 | 0 | 0 | 1 | 1  | 10 |
| ОАЭ            | 2 | 0 | 0 | 2 | 1  | 10 |
| Кыргызстан     | 1 | 0 | 0 | 1 | 3  | 13 |
| Исландия       | 1 | 0 | 0 | 1 | 1  | 11 |
| Таиланд        | 3 | 0 | 0 | 3 | 6  | 16 |
| Люксембург     | 2 | 0 | 0 | 2 | 1  | 19 |
| ЮАР            | 2 | 0 | 0 | 2 | 5  | 26 |
| Респ. Корея    | 2 | 0 | 0 | 2 | 2  | 37 |
| Корейская НДР  | 2 | 0 | 0 | 2 | 1  | 39 |
| Казахстан      | 2 | 0 | 0 | 2 | 1  | 65 |